# Albret János vianai herceg
Albret János (Blois, 1530. július 15. (körül) – Alençon, 1530. december 25.), franciául: Jean d'Albret, spanyolul: Juan de Albret, baszkul: Joanes Labritekoa, okcitánul: Joan de Labrit, infant de Navarra, katalánul: Joan Albret, latinul: Ioannes Albretanae/Navarrae, navarrai királyi herceg (infáns), a Navarrai Királyság (Alsó-Navarra) trónörököse, Viana hercege. Albret Izabella rohani algrófné és I. Ferenc francia király unokaöccse, valamint IV. Henrik francia király nagybátyja. Az Albret-ház tagja.

## Élete
1530. július 15-én vagy akörül született Blois-ban.
II. (Albret) Henrik navarrai királynak és Angoulême-i Margit francia királyi hercegnőnek, I. Ferenc francia király nővérének az egyetlen fia, valamint a későbbi III. Johanna navarrai királynő öccse. 
Szülei 1527. január 27-én házasodtak össze, és az ekkor 35. évébe lépő gyermektelen özvegy Margit a nála 11 évvel fiatalabb II. Henrik navarrai király felesége lett, aki politikailag ugyan nagyon előnyös házasságot kötött a francia király nővérével, de az utódlás szempontjából többszörösen bizonytalan volt – bár minden esetben az, de mivel Margit eddig meddőnek bizonyult, amiért a középkorban mindig a nőt hibáztatták, ezért egy 30 feletti nőt már „öregnek” tartottak a gyerekszüléshez, ha addig még egyszer sem esett teherbe – hogy születik-e majd egyáltalán gyermeke Henriknek. Margit azonban ezúttal már termékenynek bizonyult. Második esküvője után hamarosan teherbe is esett, és a következő évben 36 évesen megszülte első gyermekét, Johannát, egy egészséges kislányt, aki apja utóda lett III. Johanna néven, miután az 1530. július 15-én (vagy akörül) született egyetlen fia, János öt hónappal később, 1530. december 25-én, karácsony napján meghalt Alençonban, és földi maradványait egy nappal később, december 26-án az alençoni Miasszonyunk-templomban helyezték örök nyugalomra.

## Alakja az irodalomban
Édesanyja az általa írt művében, a Heptameronban megemlíti a fia születését. „Élt Amboise városában egy öszvérgazda, aki a navarrai királyasszonyt, Ferenc királynak, e néven elsőnek, nővérét szolgálta; a Királyasszony Blois-ban tartózkodott, ahol fiúgyermeket szült; ugyanoda ment ez az öszvérgazda is, hogy felvegye negyedévi járandóságát; a felesége pedig Amboise-ban maradt, ahol a hídon túl lakott.”